# Khalid Khannouchi
Khalid Khannouchi (Mequínez, Marruecos, 12 de septiembre de 1971) es un deportista de origen marroquí nacionalizado estadounidense, que fue el poseedor del récord de la maratón desde el 24 de octubre de 1999 hasta el 28 de septiembre de 2003, cuando le superó el deportista keniano Paul Tergat. Ganó la maratón de Chicago en las ediciones de 1997, 1999 y 2000.